# ضيفد
الضيفد (الاسم العلمي: Dyschoriste) هو جنس من النباتات يتبع الفصيلة الأقنتية من رتبة الشفويات.

## أنواع الضيفد

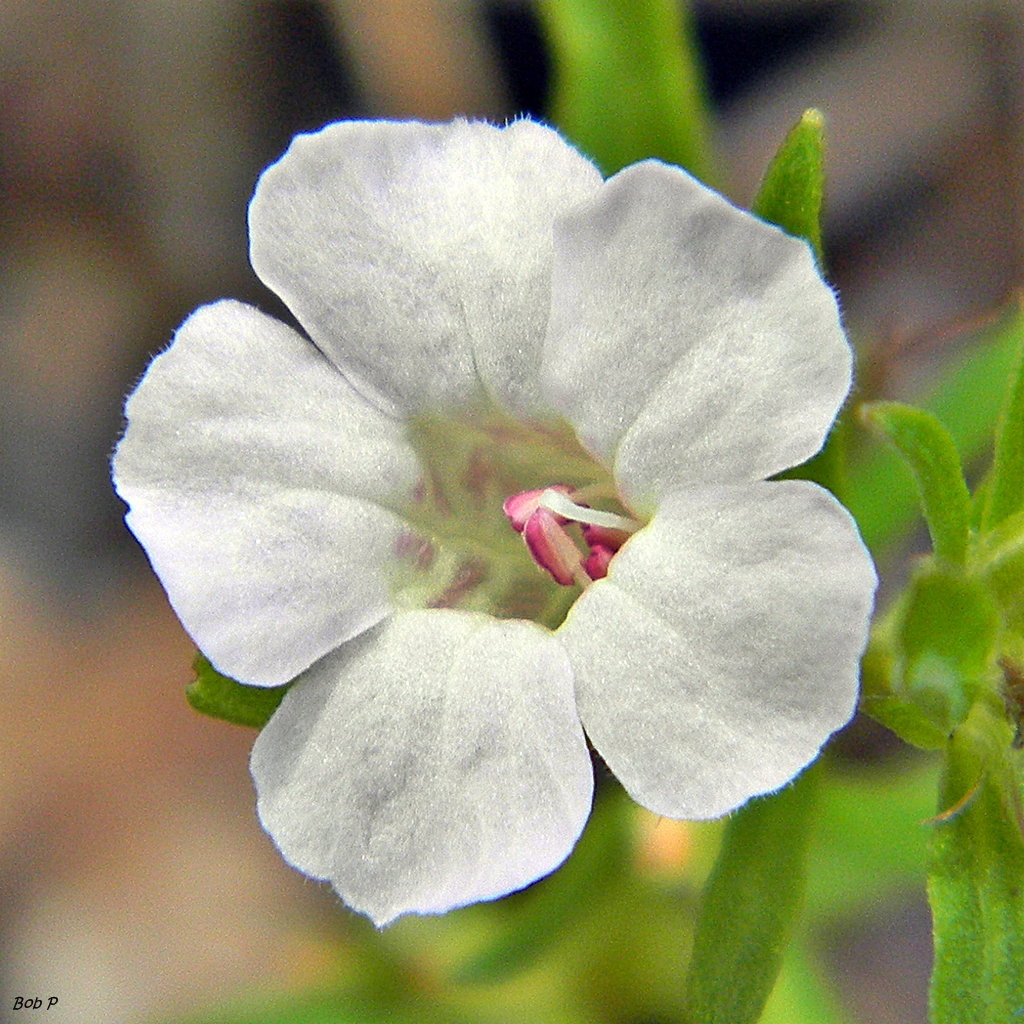
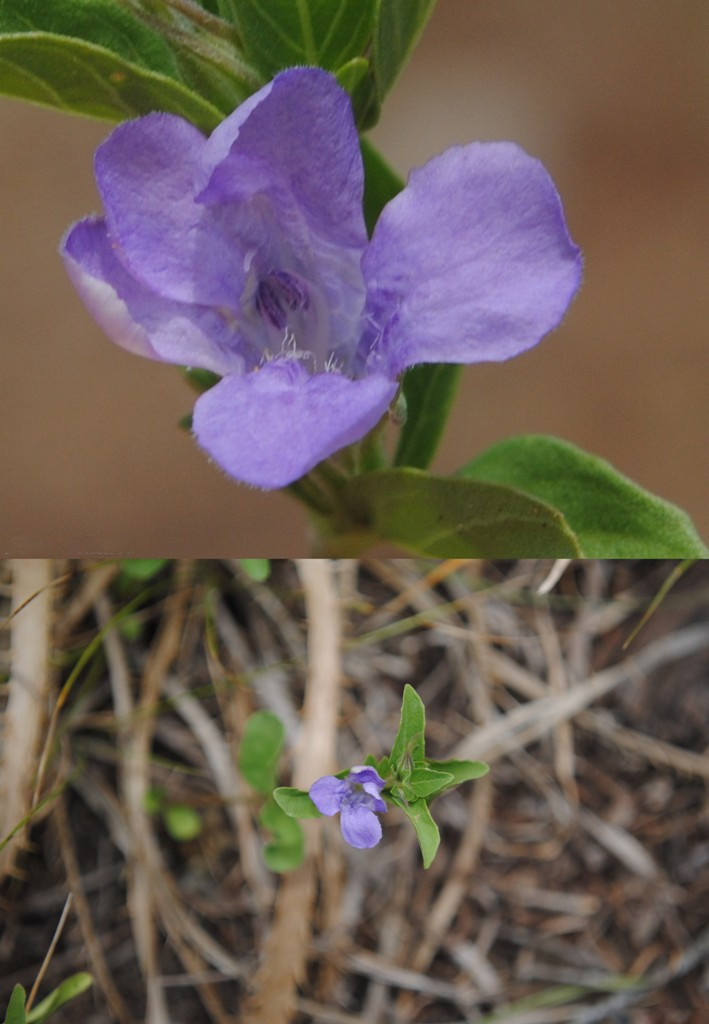
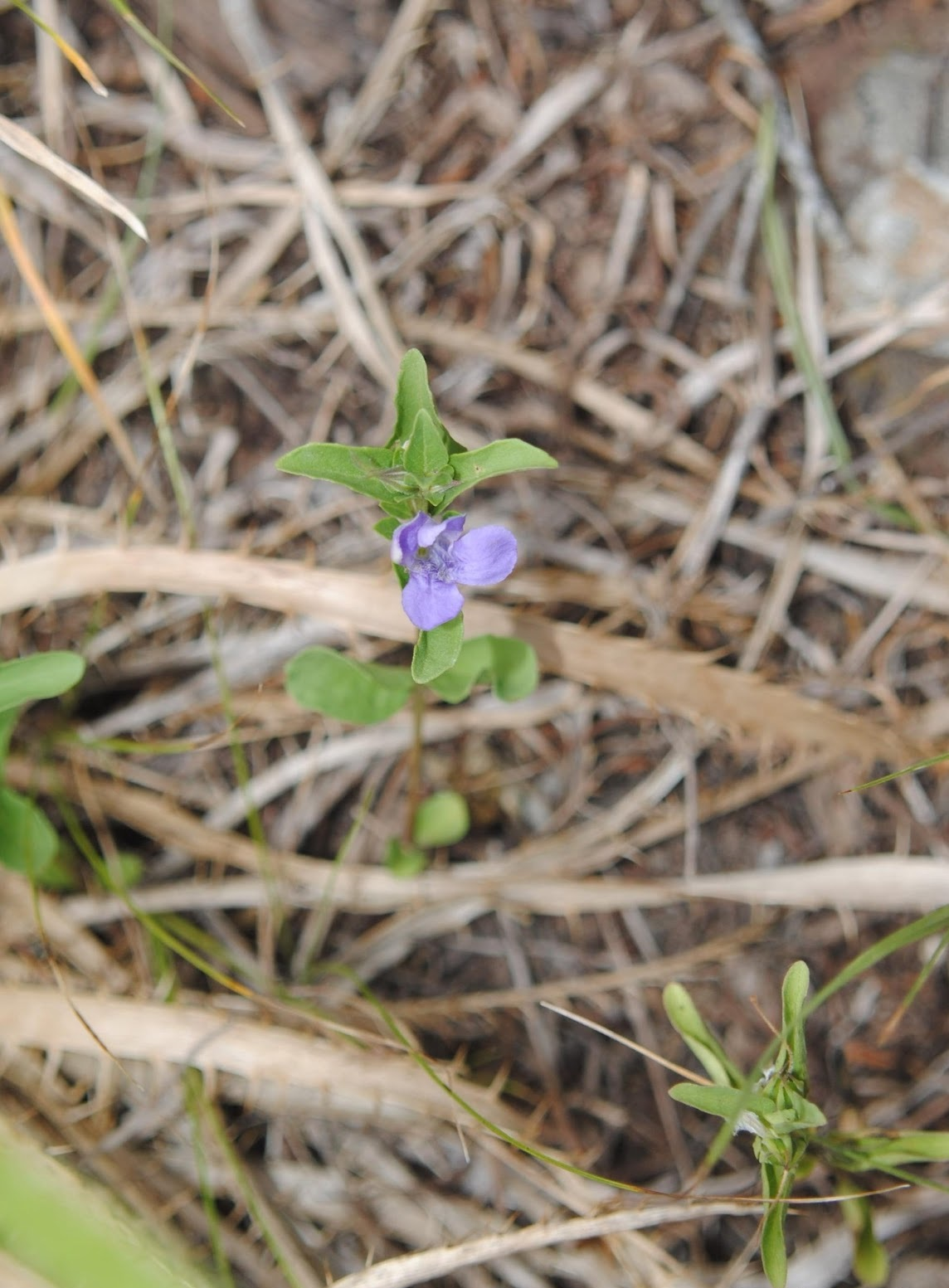
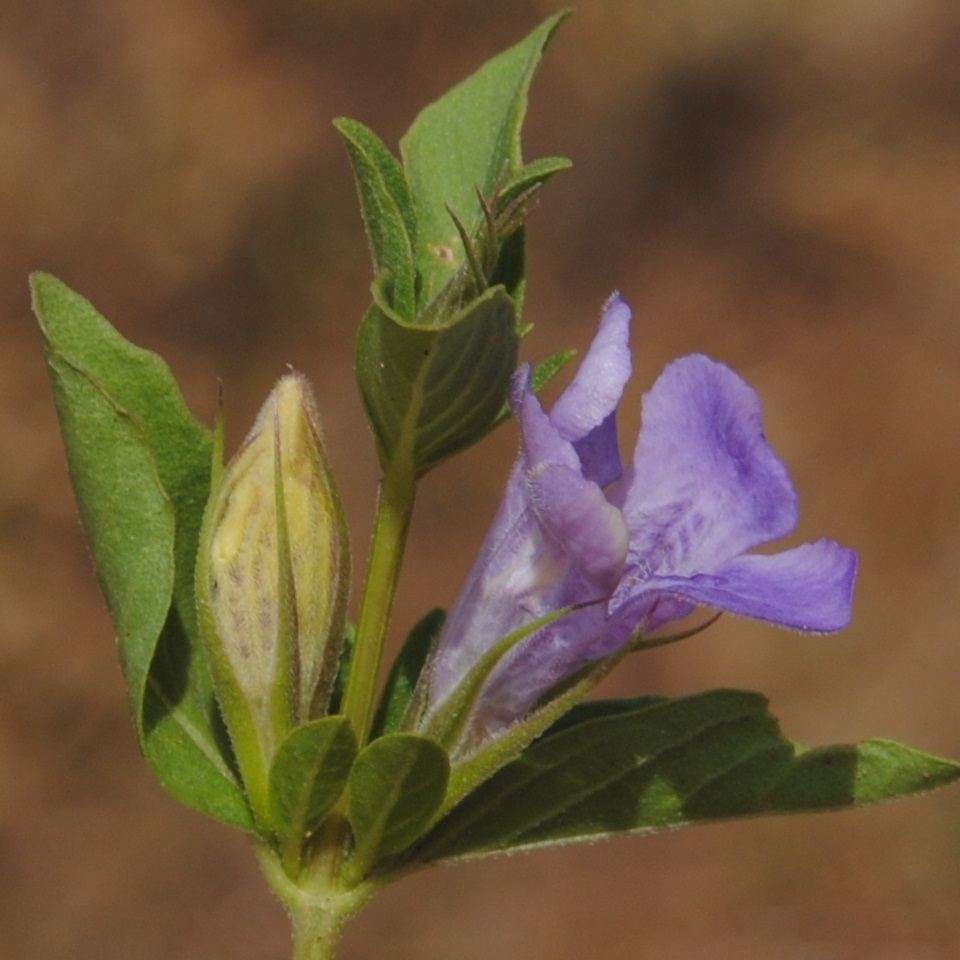
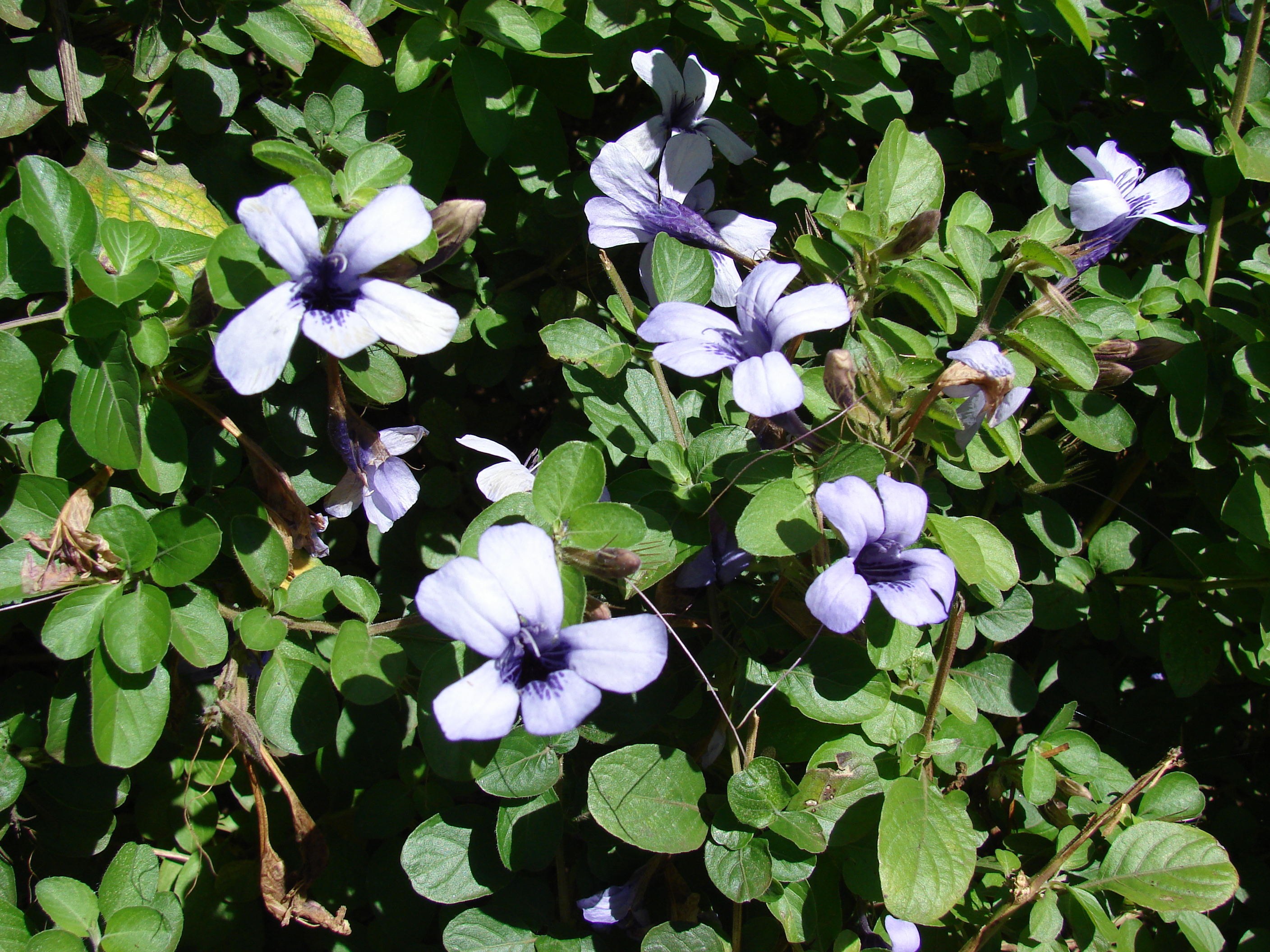
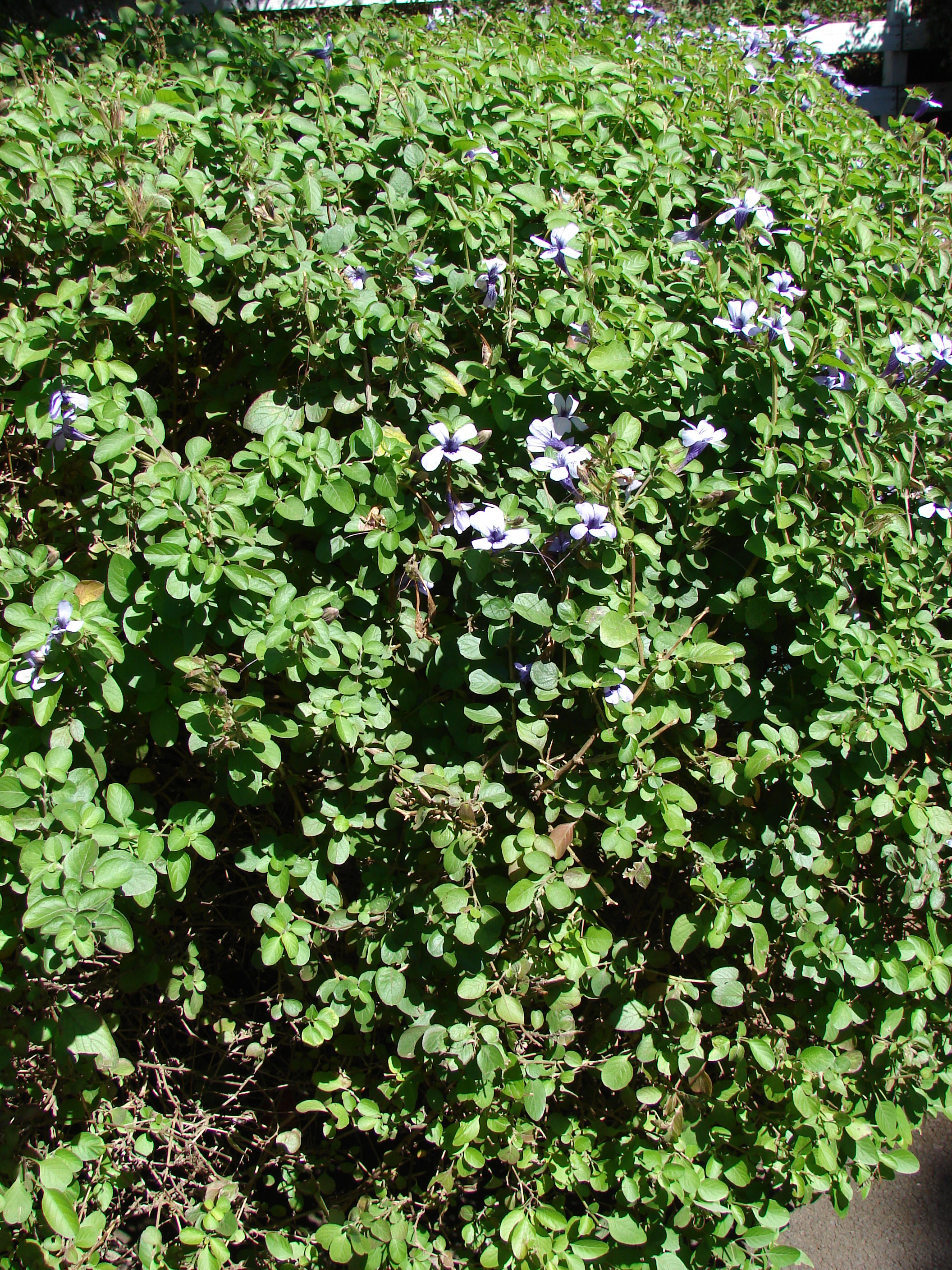

- ضيفد إبطي
- ضيفد أبيض
- ضيفد أبيض الأزهار
- ضيفد أزغب
- ضيفد أشعر
- ضيفد أهدب
- ضيفد برينغلي
- ضيفد بوليفي
- ضيفد بيضوي
- ضيفد ترانسفالي
- ضيفد تنزاني
- ضيفد خاليسكي
- ضيفد خطي
- ضيفد دالي
- ضيفد راقد
- ضيفد رباعي الزوايا
- ضيفد رفيع
- ضيفد ركبي
- ضيفد رؤيسي
- ضيفد زاحف
- ضيفد زوفي الأوراق
- ضيفد ساحلي
- ضيفد سميثي
- ضيفد سهمي
- ضيفد سولاوسي
- ضيفد شائك
- ضيفد صاعد
- ضيفد صعتري الأوراق
- ضيفد صغير الأوراق
- ضيفد صيني
- ضيفد طواف
- ضيفد عوسجي
- ضيفد فيرديكي
- ضيفد فيشري
- ضيفد قائم
- ضيفد قرني
- ضيفد قصير
- ضيفد قليل البذور
- ضيفد كثير الشعر
- ضيفد كليل
- ضيفد كليمنجاروي
- ضيفد كواهويلي
- ضيفد كوبي
- ضيفد لاطئ الأوراق
- ضيفد لين
- ضيفد مبيض
- ضيفد متجذر
- ضيفد متطاول الأوراق
- ضيفد متعدد السوق
- ضيفد مخدد
- ضيفد مدغشقري
- ضيفد مسكاتي
- ضيفد مغطى
- ضيفد مفترش
- ضيفد مفرض
- ضيفد منتشر
- ضيفد ناحل
- ضيفد ناحل الساق
- ضيفد هدبي
- ضيفد هلبي
- ضيفد هلدبرندي
- ضيفد ياقوتي